# Суматрански носорог
Суматрански носорог (лат. Dicerorhinus sumatrensis) је сисар из реда копитара (Perissodactyla) и породице носорога (Rhinocerotidae). 

## Распрострањење
Суматрански носорог данас има станиште у Малезији и Индонезији, односно на острвима Суматра и Борнео, као и на Малајском полуострву. Некада се ареал врсте простирао од подножја Хималаја и Јужне Кине, преко Индокинеског полуострва, до Суматре и Борнеа.

## Станиште
Станишта врсте су шуме и брдовити предели. Врста је по висини распрострањена од нивоа мора до 2.500 метара надморске висине. Врста је присутна на подручју острва Суматра и Борнео у Индонезији.

## Угроженост
Ова врста је крајње угрожена и у великој опасности од изумирања.